# 1876年のメジャーリーグベースボール
以下は、メジャーリーグベースボール（MLB）における1876年のできごとを記す。
1876年2月2日にナショナルリーグ（英: National League of Professional Baseball Clubs）が設立され、8球団が加盟して、この年に最初のシーズンを開いた。そしてシカゴ・ホワイトストッキングスがナショナルリーグ初のリーグ優勝を飾った。
1876年のメジャーリーグベースボール - 1877年のメジャーリーグベースボール

## ナショナルリーグ誕生
1871年に最初のプロ野球リーグ全米プロ野球選手協会（ナショナル・アソシエーション、NAPBBP）が創設されたが、1875年になると当時加盟していたシカゴ・ホワイトストッキングスの会長ウィリアム・ハルバートが、協会の規則に違反した形で他の球団(ボストン)から選手の引き抜きにかかったことで、ナショナル・アソシエーションから除名を迫られたことから、それまでにも協会の運営に不満であったハルバートと選手側であったアルバート・スポルディングらが新しい組織の設立を決意した。
1875年12月16～17日にルイビルでの準備会合でセントルイス・ブラウンストッキングス、シンシナティ・レッズ、ルイビル・グレイズの球団代表者らと協議し、ハルバートの新しいプロ野球チームの全国組織を作る提案をこれらのチームも了承し、翌1876年2月2日にニューヨークのグランドセントラルホテルに於いて、この4チームの他にハートフォード・ダークブルース、ボストン・レッドキャップス、ニューヨーク・ミューチュアルズ、フィラデルフィア・アスレチックスが加わり、合計8球団のオーナー及び会長が集まって、ナショナルリーグを創設することが決議された。そしてそれまでの「選手の協会」でなく「球団の連盟」組織とし、加盟金100ドル、加盟の場合の加盟球団の地域権(フランチャイズ権)を認め、都市の人口も7万5千人以下では加われないことも決定した。
さらに「バットの長さは42インチ以内でなくてはならない」「投手板の大きさは4×6フィートとする」など新規則を定め、また野球賭博に関係した選手及び儲けた選手は即刻除名処分にするなど、それまでとかく問題とされた野球界の荒んだ状況をただすことも念頭に、リーグ憲章の第2条に「野球競技を尊敬すべき、名誉あるものとすること」の文言を入れた。
ウィリアム・ハルバートが創設したナショナルリーグは、世界で初めての閉鎖的なプロスポーツ・リーグであり、それまでには無かった組織である。チームには地域的な独占権が付与されるとともに、試合を放棄すれば除名されるという厳しいルールのもとに試合日程の作成が義務付けされて、全球場一律の入場料を設定し、日曜日の試合開催を認めず、飲酒・賭博を禁止し、有給のアンパイヤーを雇うことも決められた。各チームは全米プロ野球選手協会（ナショナル・アソシエーション、NAPBBP）の10倍の年会費100ドルを支払い、3月15日から11月15日の間にチーム相互で10試合(ホーム5試合・アウェー5試合)の合計70試合の開催し、シーズン終了時に最多勝利数のチームが優勝チーム(チャンピオン)となり、ペナント(優勝旗)が授与されるとされた。
ナショナルリーグの初代会長には加盟球団ハートフォード・ダークブルースのオーナーであったモーガン・バークリーが選出されて、シカゴ、セントルイス、シンシナティ、ルイビル、ボストン、ニューヨーク、フィラデルフィア、ハートフォードの8球団でスタートした。

### ナショナルリーグ創立時の球団
- アスレチックス・オブ・フィラデルフィア(フィラデルフィア・アスレチックス (1860-1876年)）
  - この年のシーズン終了後に除名。1901年のアメリカンリーグ創設時に加盟したフィラデルフィア・アスレチックス（現在のオークランド・アスレチックス）とは別球団である。
- ボストン・レッドストッキングス（リーグ加盟時はボストン・レッドキャップス）
  - 後のボストン・ブレーブス(1912年～)→ミルウォーキー・ブレーブス (1953年～)→アトランタ・ブレーブス (1966年～現在 )
- シカゴ・ホワイトストッキングス
  - 後のシカゴ・コルツ (1890年～）→シカゴ・オーファンズ (1898年～)→シカゴ・カブス (1902年～現在)
- シンシナティ・レッドストッキングス（シンシナティ・レッズ (1876-1880年)）
  - 後に1880年のシーズン終了後に除名され消滅。その後1882年に新たにシンシナティ・レッドストッキングスが設立されてアメリカンアソシェーションに加盟し、この球団が1890年にナショナルリーグに移り、球団名をレッズに変えた。これが現在のシンシナティ・レッズである。
- ハートフォード・ダークブルース　
  - この翌年1877年のシーズン終了後に倒産。
- ルイビル・グレイズ　
  - この翌年1877年のシーズン終了後に倒産。
- ミューチアル・オブ・ニューヨーク（ニューヨーク・ミューチュアルズ）　
  - この年のシーズン終了後に除名。
- セントルイス・ブラウンストッキングス（セントルイス・ブラウンストッキングス (1875-1877年)）
  - この翌年1877年のシーズン終了後に倒産。その後1882年に新たにセントルイス・ブラウンストッキングスが設立されてアメリカンアソシェーションに加盟し、セントルイス・ブラウンズに変えて1892年にナショナルリーグに移り、パーフェクトズを経て1900年にカージナルスに改称した。これが現在のセントルイス・カージナルスである。また1902年にアメリカンリーグのミルウォーキー・ブルワーズ（現在の球団とは別）がセントルイスに移り、セントルイス・ブラウンズと改称して1953年まで存在したが、1954年にボルチモアに本拠地を移して現在のボルチモア・オリオールズとなった。

1876年4月22日フィラデルフィアにあるジェファーソン・ストリート・グラウンズで最初の試合が行われた。ナショナルリーグは所属選手の契約に一定の強制を課し、高額報酬によるライバルリーグへの流出を防ぎ、また優勝決定後のチームの消化試合の中止をなくし全てのスケジュールを予定通り行うなど、ナショナル・アソシエーションの欠点を改善していった。
しかし前年までの主力選手だったキャップ・アンソンら有力選手が他球団に移籍してしまったフィラデルフィア・アスレチックスはシーズン途中で2割台の勝率にやがてチームの財政が苦しくなり、アスレチックスはシーズン終盤のゲームを消化することを拒否し、同じ理由で試合が消化できなかったニューヨーク・ミューチュアルズともども、シーズン終了後にナショナルリーグから除名された。
そしてシーズン終了後の1876年12月に、初代会長モーガン・バークリーが辞任し、ウィリアム・ハルバートが第2代のナショナルリーグ会長に就任した。

### 記録
- 7月15日、ジョージ・ブラッドリーがメジャーリーグ初のノーヒット・ノーランを達成。
- シカゴ・ホワイトストッキングスのロス・バーンズ二塁手が最初のこの年に打率.429でナショナルリーグ最初の首位打者となった。彼はこの年にボストン・レッドストッキングスから移籍したばかりであったが、ここまでで6シーズンのうち4シーズンは4割を打っていた。

### アルバート・スポールディング
シカゴ・ホワイトストッキングスのアルバート・スポルディング投手が、シーズン開幕後の4月25日ルイビル・グレイズを相手にナショナルリーグ史上初の完封勝ちを記録した。スポールディングはこの年投手成績は47勝12敗、防御率1.75で、ナショナルリーグで初の最多勝利投手になっている。
1869年当時アマチュアチームだったロックフォード・フォレストシティーズに2年間所属した後、1871年にボストン・レッドストッキングス（現アトランタ・ブレーブス）に入団、レギュラー投手だったスポルディングは1871年から1875年の5年間で205勝もの勝ち星を挙げ、打つ方でも打率3割を超える成績（1872年.354など）を残していた。当時レッドストッキングスのほぼ全ての試合で投げていたスポルディングは、1874年は71試合で52勝16敗、1875年も年間約80試合のうちの72試合に登板し、55勝5敗（54勝説もある）で2年連続で50勝という投手成績を残した。しかも1875年のシーズンで24連勝するなど驚異的な成績を残した。この年にナショナルリーグ開設にウィリアム・ハルバートとともに尽力し、投手兼監督として初のリーグ優勝した。1877年を最後に選手をやめてホワイトストッキングスの監督となり、その後は共同オーナー兼会長になり、さらに運動具店を開設してスポーツ用品のビジネスで成功して、さらに1905年に野球史調査委員会を設けて2年後に『ベースボールは、1839年にアブナー・ダブルデイがクーパーズタウンで考案したのがその起源である』とする発表を行った。これは、その後否定されたが、野球界への貢献は大きいもので、1939年に殿堂入りした。

### 野球規則の変遷
ナショナルリーグ及びナショナル・アソシエーションが誕生する以前からベースボールは既に存在し、さまざまな形を生みながら発展してきた。そのスポーツを最初に体系化して野球規則を作ったのはアレキサンダー・カートライトであった。1845年、ニューヨークの若者たちがニッカーポッカークラブ(或いはニッカーポッカーズ）というチームを作り、主にニュージャージー州ホーボーケンで試合を行っていた。そのチームの一員に当時の市消防局に勤務するアレキサンダー・カートライトがいた。彼は常々口伝えでの決まり事で試合をすることが、それぞれで問題を起こしていることから、文章による「ルールブック」の作成を思いついた。そこで友人のウエイドワースの助けを借りて調べて、それまで野球の進行に存在していた決まり事の「マサチューセッツ・ゲーム」と「フィラデルフィア・ゲーム」の長所を採り入れるとともに、自分のアイデアも加味して、最初の野球の体系的なルールを作った。やがてニッカーポッカークラブがこれを初めて徐々に普及させ、間もなく「ニューヨーク・ゲーム」と呼ばれるようになった。そのルールは以下の通りである。
- 1845年
  - チームが守備につく時は9人とする（それまでは無制限であった）。9人はそれぞれレギュラーポジションを決める。塁間は90フィート。投手と捕手の間は45フィート。
  - チームの片方が21点取れば試合終了とする。
  - 投手はアンダーハンド（下手投げ）で投げる。
  - 打者が打ったゴロを守備側が先に打者及び既走者が進塁すべき塁に先に送球するか（それまでは球をぶつけていた）、或いは塁間で球を持った守備側が手に持った球で触れればアウト。三振した球を捕手が取る、打った球をフライで守備側が捕球するか並びにワンバウンドで捕球した場合もアウト。3つのアウトで攻守を交代する。
  - 3つのアウトで攻守を交代する。

これらのルールは初期のスポーツ雑誌でヘンリー・チャドウィックが紹介し、大々的に取り上げて報道したのでニューヨークを中心に広がり、当初は「ニューヨーク・ゲーム」と呼ばれ、やがて「ベースボール」と呼ばれるようになった。その後の変遷は以下の通り。
- 1857年
  - 試合の終了を、それまでの21点先取から現行の9回までとした。
- 1859年
  - バットの太さを2.5インチ以下と規定した。
- 1863年
  - ボールとストライクをコールするようになった。またボークも規定された。
- 1864年
  - それまでワンバウンドでの捕球はアウトであったのが、ノーバウンドでの捕球のみアウトとなった。
- 1871年
  - 打者が投手に次の投球をハイボール（高め）、ローボール（低め）と要求できるようになった。

## 最終成績

### ナショナルリーグ
| 1 | シカゴ・ホワイトストッキングス       | 52 | 14 | .788 | -    |
| 2 | ハートフォード・ダークブルース       | 47 | 21 | .691 | 6.0  |
| 3 | セントルイス・ブラウンストッキングス | 45 | 19 | .703 | 6.0  |
| 4 | ボストン・レッドキャップス           | 39 | 31 | .557 | 15.0 |
| 5 | ルイビル・グレイズ                   | 30 | 36 | .455 | 22.0 |
| 6 | ニューヨーク・ミューチュアルズ       | 21 | 35 | .375 | 26.0 |
| 7 | フィラデルフィア・アスレチックス     | 14 | 45 | .237 | 34.5 |
| 8 | シンシナティ・レッズ                 | 9  | 56 | .138 | 42.5 |

## 個人タイトル

### ナショナルリーグ
| 項目   | 選手                       | 記録 |
| ------ | -------------------------- | ---- |
| 打率   | ロス・バーンズ (CHC)       | .429 |
| 本塁打 | ジョージ・ホール (ATH)     | 5    |
| 打点   | ディーコン・ホワイト (BSN) | 60   |
| 得点   | ロス・バーンズ (CHC)       | 126  |
| 安打   | ロス・バーンズ (CHC)       | 138  |

| 項目   | 選手                             | 記録  |
| ------ | -------------------------------- | ----- |
| 勝利   | アルバート・スポルディング (CHC) | 47    |
| 防御率 | ジョージ・ブラッドリー (STL)     | 1.23  |
| 奪三振 | ジム・デブリン (LOU)             | 122   |
| 投球回 | ジム・デブリン (LOU)             | 622.0 |
| セーブ | ジャック・マニング (BSN)         | 5     |

## 参考
- ナショナルリーグ順位表